# Фицаланы
Фицаланы (Фиц-Аланы; англ. FitzAlans) — английский дворянский род бретонского происхождения в Средние века и в начале нового времени. Представители дома Фицаланов носили титулы графов Арундел, а также, некоторое время, графов Суррей, и на протяжении XIV—XVI веках являлись одной из наиболее могущественных и влиятельных аристократических семей Англии, неоднократно занимали высшие государственные и церковные должности страны и сыграли значительную роль в политической истории Англии. Младшая линия дома обосновалась в Шотландии, приняла фамилию Стюарт, а в 1371 году унаследовала шотландский королевский престол. Первоначально владения Фицаланов располагались, главным образом, в западном Шропшире, на валлийской границе. Позднее были присоединены обширные земли в Суссексе, Дорсете, Уилтшире и северо-восточном Уэльсе. Главной резиденцией в XII — начале XIII века служил замок Клан в Шропшире, впоследствии — замок Арундел в Суссексе. После прекращения дома Фицаланов в 1580 году их владения и титулы унаследовали герцоги Норфолк из рода Говардов.

## Происхождение
До конца XIX века родословие Фицаланов и Стюартов выводили к легендарному шотландскому тэну Банко, упомянутому в «Хронике Холиншеда». В трагедии Шекспира «Макбет» Банко выведен как один из соратников короля Макбета. Его потомкам ведьмы предрекли королевский престол и узнавший об этом Макбет приказал убить Банко. В настоящее время, однако, считается установленным бретонское происхождение Фицаланов. Основатель дома — Алан Фиц-Флаад был некрупным бретонским рыцарем, чьи предки занимали должность сенешаля при дворе сеньоров Доля. В начале правления Генриха I Алан перебрался в Англию, где получил от короля ряд земельных владений в Шропшире вместе с замком Освестри.

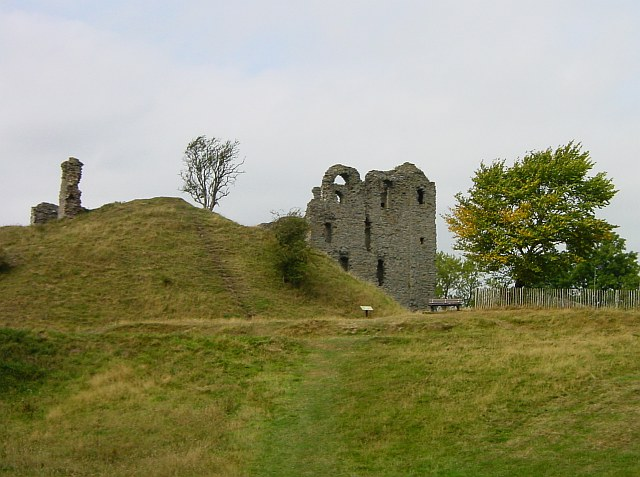
Замок Клан, резиденция первых Фицаланов

Его младший сын Уолтер Фиц-Алан в период гражданской войны 1135—1154 годов сблизился с шотландским королём Давидом I и переселился в Шотландию. Давид I пожаловал Уолтеру обширные земли в Ренфрушире и назначил его своим сенешалем (лордом-стюардом). Эта должность стала наследственной в роду Уолтера Фиц-Алана и дала название фамилии его потомков — Стюарты. В 1371 году Роберт Стюарт вступил на шотландский престол, основав королевскую династию Стюартов. В 1603 году Стюарты унаследовали также престол Англии.
Старший сын Алана Фиц-Флаада Уильям Фиц-Алан остался в Англии. В период гражданской войны он поддерживал императрицу Матильду и добился расширения своих шропширских владений, присоединив замок и сеньорию Клан. Его потомки приняли фамилию Фицалан, что означало «сын, потомок Алана». На протяжении первого столетия истории семьи Фицаланы оставались относительно некрупными баронами Валлийской марки и не играли значительной роли в политической жизни Англии. Их выход на первый план в среде английской аристократии был связан с женитьбой Джона Фицалана (ум. 1240) на наследнице дворянского рода д’Обиньи, представители которого обладали титулом графов Арундел и обширными владениями в южной и юго-восточной Англии. Его сын в 1243 году унаследовал титул графа Арундел вместе с одноимённым замком в Суссексе, который стал главной резиденцией Фицаланов.

## Основные представители
Во второй половине XIII века потомки Джона Фицалана, 6-го графа Арундел (ум. 1267), активно участвовали в английской экспансии в Уэльсе и подчинили территории по верхнему и среднему течению Ди. Эдмунд Фицалан, 9-й граф Арундел (ум. 1326), играл одну из ведущих ролей в политической борьбе в Англии в начале XIV века, являясь сначала одним из лидеров движения лордов-ордайнеров против Эдуарда II и его фаворита Пирса Гавестона, а затем перейдя на сторону короля и Деспенсеров. После государственного переворота Мортимера и королевы Изабеллы 1326 года граф Арундел был арестован и казнён. Владения и титулы Фицаланов были возвращены его сыну Ричарду, 10-му графу Арундел (ум. 1376), который в правление Эдуарда III занимал ведущие посты в английской администрации в Уэльсе, Шотландских марках и Аквитании, а также руководил действиями английских военных соединений в битвах при Слёйсе и Креси в ходе Столетней войны. В 1361 году он унаследовал часть обширных владений дома де Варенн и титул графа Суррея.
Сыновья Ричарда Фицалана на рубеже XIV—XV веков являлись одними из наиболее влиятельных английских аристократов. Старший, Ричард, 11-й граф Арундел (ум. 1397), достиг поста адмирала флота Англии и возглавил движение лордов-апеллянтов против короля Ричарда II, но в 1397 году был арестован и казнён. Младший, Томас Арундел (ум. 1414), был избран архиепископом Кентерберийским и стал одним из организаторов свержения Ричарда II и воцарения Генриха IV, при котором он занял пост лорда-канцлера Англии и стал фактическим главой королевской администрации. В качестве архиепископа Кентерберийского Томас Арундел прославился борьбой с лоллардами и жестоким преследованием еретиков. Видное место в администрации Генриха IV также занимал Томас Фицалан, 12-й граф Арундел (ум. 1415), который руководил подавлением восстания Оуайна Глиндура в Уэльсе и Ричарда ле Скрупа в Северной Англии, а также возглавлял английский экспедиционный корпус, направленный на борьбу с арманьяками во Франции. Ещё большего влияния граф Арундел достиг при Генрихе V, однако в 1415 году скончался при осаде Арфлёра.
После его смерти влияние Фицаланов несколько уменьшилось. В период войны Алой и Белой розы представители рода первоначально поддерживали Ланкастеров, но затем перешли на сторону Йорков, что обеспечило сохранение владений после воцарения Эдуарда IV. Последний Фицалан — Генри, 19-й граф Арундел (ум. 1580), в период правления Эдуарда VI занимал одно из ведущих мест в королевской администрации и принимал активное участие в борьбе за власть в стране. Он не поддержал проект передачи престола леди Джейн Грей и способствовал воцарению Марии Тюдор. Хотя при Елизавете I Арундел был замешан в нескольких заговорах, он сохранил свои титулы и владения и завоевал славу покровителя искусств и наук. С его смертью в 1580 году дом Фицаланов пресёкся. Его владения и титул графа Арундел перешёл по наследству к роду Говардов.

## Генеалогия

### Сенешали Доля и сеньоры Освестри
Алан, наследственный сенешаль Доля, упомянут под 1045 годом;
1. Алан (ум. ок. 1097), сенешаль Доля, участник Первого крестового похода и осады Никеи в 1097 году;
2. Флаад (ум. ок. 1106), сенешаля Доля, упомянут под 1101/1102 годом;
  1. Алан Фиц-Флаад (ум. ок. 1114), сеньор Освестри; жена: Эвелина де Хесден;
    1. Уильям Фиц-Алан (ум. 1160), сеньор Освестри и Клана, сторонник императрицы Матильды, шериф Шропшира; 1-я жена: Кристиана, племянница Роберта Глостерского; 2-я жена: Изабелла де Сей, дочь Элии де Сея, сеньора Клана (Шропшир);
      1. (от 1-го брака) Кристиана, замужем за Гуго Пантульфом из Верна.
      2. (от 2-го брака) Уильям Фиц-Алан II (ок. 1154—1212), сеньор Клана и Освестри; жена: неизвестна;
        1. Уильям Фицалан III (ум. 1213), сеньор Клана и Освестри; жена: Мария, дочь Томаса де Эрингтона;
          1. Уильям Фицалан IV (ум. 1216);

        2. Джон Фицалан (ум. 1240), сеньор Клана и Освестри; 1-я жена: Изабелла д’Обиньи (ум. до 1240), дочь Уильяма д’Обиньи, 3-го графа Арундел; 2-я жена: Хависа де Бланкминстер;
          1. Джон Фицалан (1223—1267), лорд Клана и Освестри, 6-й граф Арундел (c 1243, титулом при жизни не обладал, графом признан в 1433), наследник владений дома д’Обиньи, участник английской экспансии в Уэльсе; жена: Мод де Вердан (ум. 1263), дочь Теобальда ле Ботилье, барона Батлера
Далее см. ниже: Графы Арундел;

      3. Алан.

    2. Уолтер Фиц-Алан (ум. 1177), барон Ренфру, лорд-стюард Шотландии, основатель династии Стюартов; жена: Эохина де Моль;
    3. Йордан Фиц-Алан, сенешаль Доля, упомянут под 1130 годом; жена: Мария. Линия его потомков — наследственных сенешалей Доля — угасла в начале XIII века;
3. Риваллон, монах в монастыре Св. Флорана в Самюре.

### Графы Арундел
Джон Фицалан, 6-й граф Арундел (1223—1267), лорд Клана и Освестри; жена: Мод де Вердан (ум. 1263), дочь Теобальда ле Ботилье, барона Батлера;
1. Джон Фицалан, 7-й граф Арундел (1246—1272), лорд Клана, Освестри и Арундела; жена: Изабелла де Мортимер (ум. после 1300), дочь Роджера Мортимера, 1-го барона Вигмора (см.: Мортимеры);
  1. Ричард Фицалан, 8-й граф Арундел (1267—1302), лорд Клана и Освестри, признан графом Арундел в 1289 году, участник войн в Уэльсе и Шотландии; жена (до 1285): Аласия ди Салуццо (ум. 1292), дочь Томазо I, маркграфа Салуццо;
    1. Эдмунд Фицалан, 9-й граф Арундел (1285—1326), лорд-ордайнер, впоследствии — союзник Деспенсеров и Эдуарда II, казнён после переворота Роджера Мортимера; жена (1305): Алиса де Варенн (ум. 1338), дочь Уильяма де Варенна (ум. 1286), сестра и наследница Джона де Варенна, 7-го графа Суррея (см.: Варенны);
      1. Ричард Фицалан, 10-й граф Арундел (1313—1376), владения и титулы отца возвращены в 1330 году, наследник земель дома де Варенн, 9-й граф Суррей (c 1361), верховный судья Северного Уэльса, командующий английскими войсками в Шотландских марках, генерал-лейтенант Аквитании, полководец, участник битв при Слёйсе и Креси; 1-я жена (1321, анн. 1344): Изабелла де Деспенсер, дочь Хью Диспенсера Младшего, фаворита Эдуарда II; 2-я жена (1345): Элеонора Ланкастер (ум. 1372), дочь Генри Плантагенета, 3-го графа Ланкастера;
        1. (от 1-го брака, призн. незаконн.) Эдмунд де Арундел (умер в 1377); жена (до 1349): Сибилла де Монтегю, дочь Уильяма де Монтегю, 1-го графа Солсбери;
          1. Алиса де Арундел; муж: сэр Леонард Карью (ум. 1370);
          2. Филиппа де Арундел (умерла в 1399); 1-й муж: Ричард Серджо (умер в 1393); 2-й муж: сэр Джон Корнуолл (умер в 1443);

        2. (от 1-го брака, призн. незаконн.) Мария де Арундел (умерла в 1396); муж: Джон ле Стрейндж (умер в 1361), 4-й барон Стрейндж из Блэкмера;
        3. (от 2-го брака) Эдмунд Фицалан (1346—1366);
        4. (от 2-го брака) Ричард Фицалан, 11-й граф Арундел, 10-й граф Суррей (1346—1397), член регентского совета при Ричарде II, адмирал Англии, лорд-апеллянт, казнён в 1397 году; 1-я жена (1359): Элизабет де Богун (ум. 1385), дочь Уильяма де Богуна, 1-го графа Нортгемптона (см. Богуны); 2-я жена (1390): Филиппа Мортимер (ум. 1401), дочь Эдмунда Мортимера, 3-го графа Марч (см.: Мортимеры);
          1. (от 1-го брака) Элеонора Фицалан (ум. 1375); муж (1371): Роберт де Уффорд (ум. 1375), сын Уильяма де Уффорда, графа Саффолка;
          2. (от 1-го брака) Элизабет Фицалан (ум. 1425); 1-й муж (1378): Уильям де Монтегю (ум. 1382), сын Уильяма де Монтегю, 2-го графа Солсбери; 2-й муж (1384): Томас Моубрей (1399), 1-й герцог Норфолк; 3-й муж (1401): сэр Роберт Гоусел; 4-й муж (1414): сэр Джерар Аффлит;
          3. (от 1-го брака) Джоан Фицалан (1375—1435); муж: Уильям Бошан (ум. 1411), лорд Абергавенни, сын Томаса Бошана, 11-го графа Уорик;
          4. (от 1-го брака) Алиса Фицалан; муж (до 1392): Джон Черлетон (ум. 1401), лорд Черлетон;
          5. (от 1-го брака) Томас Фицалан, 12-й граф Арундел, 11-й граф Суррей (1381—1415), владения и титулы отца возвращены в 1400 году, участник подавления восстания Оуайна Глиндура в Уэльсе и суда над Ричардом ле Скрупом, погиб при осаде Арфлёра; жена (1405): Брита Португальская (ум. 1439), побочная дочь Жуана I, короля Португалии;
          6. (от 1-го брака) Маргарита Фицалан; муж: сэр Роуленд Лентол;
          7. (от 2-го брака) Джон Фицалан (1394—1397);

        5. (от 2-го брака) Джоанна Фицалан (1347—1419); муж (1359): Хамфри де Богун (ум. 1373), 7-й граф Херефорд, граф Нортгемптон и граф Эссекс (см.: Богуны);
        6. (от 2-го брака) Алиса Фицалан (1350—1416); муж (1364): Томас Холланд (ум. 1397), 2-й граф Кент;
        7. (от 2-го брака) Джон Фицалан, лорд Арундел (1351—1379), маршал Англии (с 1377), погиб в кораблекрушении; жена (1359): Элеонора Мальтраверс (ум. 1405), дочь и наследница Джона, лорда Мальтраверс;
Далее см. ниже: Графы Арундел (линия Мальтраверс).
        8. (от 2-го брака) Томас Фицалан (1353—1414), епископ Или (c 1373), лорд-канцлер Англии (1386—1389, 1391—1396, 1399, 1407—1410, 1412—1413), архиепископ Йоркский (с 1388), архиепископ Кентерберийский (c 1396);
        9. (от 2-го брака) Мэри Фицалан;
        10. (от 2-го брака) Элеонора Фицалан (ум. 1366);

      2. Алиса Фицалан; муж (1325): Джон де Богун (ум. 1336), 5-й граф Херефорд (см.: Богуны);
      3. Алина Фицалан (ум. 1386); муж (1338): Роджер Лестранж, лорд Странж (ум. 1382);
      4. Кэтрин Фицалан (ум. до 1376); 1-й муж (до 1347): Генри Хаси (ум. 1349), лорд Хаси; 2-й муж (после 1350): Эндрю Певерел (ум. до 1375);

    2. Джон Фицалан, священник;
    3. Маргарита Фицалан;
    4. Алиса Фицалан (ум. 1340); муж: Стивен де Сигрейв (ум. 1325), 3-й лорд Сигрейв;
    5. Элеонора Фицалан (?); муж: Генри де Перси (ум. 1314), 1-й барон Перси;

  2. Мод Фицалан (ум. ок. 1298), жена Филиппа Бёрнелла (умер в 1294), сеньора Кондовера (Шропшир), мать Эдуарда, 1-го барона Бёрнелла.

### Графы Арундел (линия Мальтраверс)
Джон Фицалан, лорд Арундел (1351—1379), маршал Англии (с 1377), погиб в кораблекрушении; жена (1359): Элеонора Мальтраверс (умерла в 1405), дочь и наследница Джона, лорда Мальтраверс;
1. Джон Фицалан, 2-й лорд Арундел (1364—1390); жена (до 1387): Элизабет ле Деспенсер (умерла в 1408), дочь Эдварда ле Диспенсера, 1-го барона Диспенсера;
  1. Джон Арундел (1385—1421), барон Арундел (с 1390) и барон Мальтраверс (с 1405), 13-й граф Арундел (c 1415), титул оспорен Моубреями; жена (1407): Элеонора Беркли (умерла в 1455), дочь сэра Джона Беркли;
    1. Джон Фицалан, 14-й граф Арундел, барон Арундел и Мальтраверс (1408—1435), графский титул признан в 1433 году, соратник Джона, герцога Бедфорда, и участник войн во Франции, капитан Руана, герцог Туренский (c 1434); 1-я жена: Констанция Корнуолл (умерла в 1429), дочь Джона Корнуолла, барона Фэнхоупа; 2-я жена: Мод Ловелл, дочь сэра Ричарда Ловелла;
      1. (от 2-го брака) Хамфри Фицалан, 15-й граф Арундел, герцог Туренский, барон Арундел и Мальтраверс (1429—1438);

    2. Уильям Фицалан, 16-й граф Арундел (1417—1487), участник войны Алой и Белой розы на стороне Йоркистов; жена (1438): Джоан Невилл (умерла в 1462), дочь Ричарда Невилла, 5-го графа Солсбери;
      1. Томас Фицалан, 17-й граф Арундел (1450—1524); жена (1464): Маргарита Вудвилл (умерла в 1491), дочь Ричарда Вудвилла, 1-го графа Риверс;
        1. Уильям Фицалан, 18-й граф Арундел (1475—1544), лорд-камергер Англии (1526—1530); 1-я жена: Элизабет Уиллоуби (умерла в 1491), дочь Роберта Уиллоуби, лорда Уиллоуби; 2-я жена: Анна Перси (ум. 1552), дочь Генри Перси, 4-го графа Нортумберленда;
          1. (от 1-го брака) Маргарет Фицалан;
          2. (от 1-го брака) Элизабет Фицалан;
          3. (от 2-го брака) Генри Фицалан, 19-й граф Арундел (1512—1580), член регентского совета при Эдуарде VI; 1-я жена: Кэтрин Грей (умерла в 1542), дочь Томаса Грея, 2-го маркиза Дорсета; 2-я жена (1545): Мэри Арундел из Ланхерна (умерла в 1557);
            1. (от 1-го брака) Джейн Фицалан (умерла в 1576), первая переводчица Еврипида на английский язык; муж: Джон Ламли (ум. 1609), барон Ламли; детей не имели;
            2. (от 1-го брака) Генри Фицалан (1538—1556), лорд Мальтраверс, посол ко двору Фердинанда I, короля Германии; жена (1555): Анна Вентворт (ум. 1581), дочь сэра Джона Вентворта;
            3. (от 1-го брака) Мэри Фицалан (1540—1557); муж: Томас Говард (ум. 1572), 4-й герцог Норфолк. Их сын — Филипп Говард (1557—1595), унаследовал владения Фицаланов и титул графа Арундел;

          4. (от 2-го брака) Кэтрин Фицалан (умерла в 1552); муж (1530, развелись в 1533): Генри Грей (умер в 1554), сын Томаса Грея, 2-го маркиза Дорсета;

        2. Эдвард Фицалан;
        3. Маргарита Фицалан (умерла после 1493); муж: Джон де ла Поль (ум. 1487), граф Линкольн;
        4. Джоан Фицалан; муж: Джордж Невилл (умер в 1535), лорд Абергавенни;

      2. Уильям Фицалан;
      3. Джон Фицалан;
      4. Джордж Фицалан;
      5. Мэри Фицалан;

  2. Эдмунд Арундел;
  3. Томас Арундел (умер в 1430); жена: Джоан Мойнс;
    1. Элеонора Фицалан; мужья: сэр Томас Браун, казначей двора Генриха V (их потомок — поэт Перси Шелли), сэр Томас Воган;
2. Уильям Арундел (умер в 1400);
3. Ричард Арундел (умер в 1419);
4. Генри Арундел;
5. Маргарита Арундел (умерла в 1438); муж (1394): Уильям де Рос (умер в 1414), 6-й барон де Рос.